# فرودگاه خاروغ
فرودگاه خاروغ (به انگلیسی: Khorog Airport) یک فرودگاه همگانی است که یک باند فرود آسفالت دارد و طول باند آن ۱۸۴۰ متر است. این فرودگاه در شهر خاروغ کشور تاجیکستان قرار دارد و در ارتفاع ۲۰۴۲ متری از سطح دریا واقع شده‌است.

## مقاصد و خطوط هوایی
| شرکت‌های هواپیمایی | مقصدهای پروازی                    |
| ----------------- | --------------------------------- |
| سامان ایر         | فرودگاه بین‌المللی دوشنبه (چرخ‌بال) |